# Hamburg-Sternschanze
Hamburg-Sternschanze is een onderdeel (Stadtteil) van het district (Bezirk) Hamburg-Altona in de Duitse stad Hamburg.

## Geografie
Sternschanze ligt tussen de stadsdelen St. Pauli, Altona-Altstadt, Eimsbüttel en Rotherbaum. Het is voornamelijk een gebied met oudere gesloten bebouwing. In oppervlakte is het het kleinste stadsdeel, maar met een zeer hoge bevolkingsdichtheid.

## Geschiedenis
De plaats ontleent zijn naam aan een in 1682 gebouwd bolwerk: een stervormig, vooruitgeschoven verdedigingswerk dat door een loopgraaf met de stadswallen verbonden was. Dankzij deze sterke vesting, mislukte de Deense belegering van Hamburg in 1686. Toen begin 19e eeuw de vesting grotendeels afgebroken was ontstonden de eerste woon- en bedrijfswijken. Een uitbreidingswijk voor de betere burgerij ontstond in 1860-1870 wat nu zuidelijk Eimsbüttel is. In 1866 werd het Station Hamburg Sternschanze geopend. 
Carl Hagenbeck opende in 1874 aan de Neue Pferdemarkt zijn dierentuin, die wegens plaatsgebrek in 1907 naar Stellingen verhuisde. In 1892 opende er het Centrale Slachthuis wat ook diverse nevenbedrijfjes aantrok. Zo ontwikkelde er zich enerzijds en burgerlijke wijk en anderzijds een zone met bedrijven, waaronder 1880 het Hamburgs filiaal van de pianofabriek Steinway & Sons, verlichtingsgroothandel Ladiges, en schrijfgeriefproducent Montblanc Simplo.
Tijdens het nazibewind was de Rote Hof in de Bartelsstrasse een centrum van de Arbeidersbeweging en van verzet tegen het nationaalsocialisme.
In de jaren '1970 trokken veel families weg uit deze drukke wijk, terwijl de studenten de wijk leerden kennen als een relatief goedkoop en dicht bij de universiteit gelegen woonwijk, met goede verkeersverbindingen. Zo evolueerde dit stadsdeel van een familiewoonwijk naar een alternatieve wijk. Door het verdrijven van drugsverslaafden en dealers uit de omgeving Hauptbahnhof en St. Georg kreeg Sternschanze versterkt met drugsproblemen te maken, in het bijzonder het Sternschanzenpark.

## Bezienswaardigheden
- Het meest opvallende gebouw is de 59 meter hoge watertoren. Hij werd in 1910 in gebruik genomen en in 1961 buiten gebruik gesteld. Na lang zoeken werd een investeerder gevonden die het tot een hotel ombouwde dat in 2007 werd geopend.
- Het Sternschanzenpark of verkort: Schanzenpark.